# Pirkle Jones
Pirkle Jones (2. ledna 1914 – 15. března 2009) byl americký dokumentární fotograf a pedagog.

## Životopis
Pirkle Jones se narodil v Shreveportu v Louisianě. Jeho první zkušenost s fotografováním byla, když si v sedmnácti letech koupil fotoaparát Kodak Brownie . Ve třicátých letech byly jeho fotografie uváděny v piktorialistických salonech a publikacích. Sloužil čtyři roky v armádě během druhé světové války v 37. divizi a procestoval ostrovy Fidži, Novou Georgii, Guadalcanal a Filipíny.
Po válce Jones vstoupil do první třídy fotografie nabízené Kalifornskou školou výtvarných umění . Tam se setkal s umělci a instruktory, kteří mu pomohli rozvíjet jeho talent: Ansel Adams, Minor White, Edward Weston a Dorothea Langeová. Jones pracoval jako asistent Ansela Adamse 6 let a oba fotografové navázali celoživotní přátelství.
Dorothea Langeová za ním přišla v roce 1956 s nápadem spolupracovat na fotografické eseji s názvem „Death of a Valley“. Esej zaznamenávala zánik města Monticello v Kalifornii v údolí Berryessa, které zmizelo, když byla dokončena přehrada Monticello . Fotografie byly pořízeny v posledním roce jeho existence. Jones později popsal projekt s Langeovou jako „jeden z nejsmysluplnějších fotografických zážitků [jeho] života“.
Jones se také účastnil četných spoluprací se svou manželkou Ruth-Marion Baruch v průběhu jejich 49letého manželství. V roce 1968 se Ruth-Marion představila Kathleen Cleaverové, manželce slavného Black Panthera Eldridge Cleavera, a mluvila o svém zájmu o Black Panthers a jejich zobrazení v médiích.  To byla její touha prezentovat vyvážený pohled, který inspiroval Jones a Ruth-Marion fotografovat Panthers od července do října 1968 v San Franciscu Bay Beach.
Jones získal čestný doktorát na San Francisco Art Institute, kde učil až do roku 1994. Jednou z jeho studentek byla Geraldine Sharpeová.